# George P. Shultz
George Pratt Shultz (Nova Iorque, 13 de dezembro de 1920 – Stanford, 6 de fevereiro de 2021) foi um economista, empresário e político estadunidense.
Serviu como Secretário do Trabalho dos Estados Unidos, de 1969 a 1970; depois, como diretor do Escritório de Administração e Orçamento, entre 1970 e 1972 e Secretário do Tesouro de 1972 a 1974 - todos os cargos exercidos durante a presidência de Richard Nixon. Ele também foi Secretário de Estado entre 1982 e 1989, sob o presidente Ronald Reagan. Antes de entrar na política, Shultz lutou na Segunda Guerra Mundial no Corpo de Fuzileiros Navais e foi professor de economia no Instituto de Tecnologia de Massachusetts e na Universidade de Chicago, sendo nomeado decano da última, entre 1962 e 1969. 
Entre 1974 e 1982, foi um Shultz alto executivo da Bechtel Corporation, chegando a ser seu presidente.
Nos anos 2010, George Shultz foi personagem de destaque no escândalo da empresa de biotecnologia Theranos e continuou a apoiá-la, como membro do conselho de administração, apesar das evidências de fraudes praticadas pelos seus executivos. A Theranos defraudou seus investidores em mais de USD 700 milhões, antes de falir. O neto de  Shultz, Tyler, trabalhou na empresa e acabou por se tornar um whistleblower da fraude tecnológica que lá ocorria.

## Morte
George Shultz morreu em 6 de fevereiro de 2021, aos cem anos de idade, em Stanford.